# Joan Tetzel
Joan Tetzel (21 de junio de 1921 – 31 de octubre de 1977) fue una actriz estadounidense.

## Carrera cinematográfica
Su nombre completo era Joan Margaret Tetzel, y nació en la ciudad de Nueva York.
Joan Tetzel es famosa por su incomparable interpretación en el film de Alfred Hitchcock The Paradine Case, encarnando a "Judy Flaquer", trabajando junto a Charles Coburn, Ann Todd, Gregory Peck y Alida Valli.

## Carrera televisiva
Trabajó con Alfred Hitchcock en la serie televisiva Alfred Hitchcock Presents, interpretando a "Eve Ross" en el episodio "Guest for Breakfast". También llevó a cabo actuaciones en Thriller y Perry Mason.

## Carrera teatral
Además de por su carrera cinematográfica, Joan Tetzel fue bien reconocida como actriz teatral. Trabajó en la versión de 1940 de la obra Liliom, en la producción original para la escena de I Remember Mama, e interpretó a la Enfermera Ratched en la obra One Flew Over the Cuckoo's Nest, representada en Broadway.

## Vida personal
Su primer marido fue el productor radiofónico John E. Mosman. Después, en 1949, se casó con el actor austriaco Oskar Homolka (1898 - 1978).
Joan Tetzel falleció en 1977, en su domicilio en Fairwarp, Sussex, Inglaterra, a los 56 años de edad, a causa de un cáncer. Fue enterrada en la Iglesia Christ de Fairwarp, Sussex Oriental, Inglaterra.